# 韋載
韋載（6世紀—6世紀），字德基，京兆郡杜陵县（今陕西省西安市）人，出自京兆韦氏东眷，南梁、南陳官員。
韋載的祖父韋叡是南梁開府儀同三司、永昌嚴侯；父親韋正則是黃門侍郎。韋載年少聰明，專一心志地學習，十二歲時跟著叔父韋棱與沛國劉顯見面，劉顯問韋載十種關於《漢書》的事，他回答不曾遲疑。長大後他涉獵文學與史學，沉著聰慧有才學，自邵陵王蕭綸的法曹參軍起家，遷任太子舍人、尚書三公郎。侯景之亂，梁元帝承制人用他為中書侍郎，轉官建威將軍、尋陽太守，隨同都督王僧辯東征侯景。其時王僧辯軍隊在湓城，魯悉達、樊俊等人各自擁兵坐鎮，觀望成敗。梁元帝遣派韋載為假節、都督太原高唐新蔡三郡諸軍事、高唐太守，同時仍受命勸喻魯悉達等人出兵討伐侯景。及後大軍東下，他率領三郡士兵從焦湖出柵口，與王僧辯在梁山會合。平定侯景後，除授冠軍將軍、琅邪太守，很快奉命出使東陽及晉安招撫留異、陳寶應等人，仍然授與他信武將軍、義興太守。
陳霸先誅殺王僧辯，指令周文育帶領輕兵襲擊韋載，唯未到達就被他發現，於是固守城池。周文育著急攻城，韋載的屬兵和陳霸先舊部都擅長弓箭，他徵集數十人用長鎖鎖住，親自監督發箭射向周文育軍，發現約十箭中不中兩箭者立刻殺死，於是弓箭隊百發百中。周文育軍隊退後，韋載在城外水邊設立欄柵，爭持數月；陳霸先聽聞周文育軍隊失利，就親自征討，攻破欄柵，亦派他的族弟韋翽傳達誅殺王僧辯用意，同時下達梁敬帝詔書勸他投降。韋載獲得詔書後就立刻投降，陳霸先安撫他，以韋翽監督義興，他則跟隨陳霸先作謀略。
徐嗣徽、任約等人引北齊軍渡江，據守石頭城，陳霸先向韋載詢問計策，他說：「如果齊軍分兵佔據三吳道路，侵略東部，那麼事情就沒救了。現在應該立刻在淮南侯景以前的軍營築城，打通東路運輸，另外命令輕兵打破齊軍糧運，令他們前進無法擄掠，後退無法補給，這樣齊軍將領首級十天可以到手。」陳霸先聽從他的建議。南陳永定元年（557年），朝廷除任他為和戎將軍、通直散騎常侍，二年（558年）進號輕車將軍，很快就加散騎常侍、太子右衛率，輕車將軍如故，到天嘉元年（560年）因病辭官。韋載有十餘頃田地在江乘縣的白山，此時建屋居住，與世隔絕，從不與人來往，十多年不到別人家中。太建年間在家逝世，虛歲五十八。

## 引用
1. 1 2  《陳書·卷十八·列傳第十二》：韋載字德基，京兆杜陵人也。祖叡，梁開府儀同三司，永昌嚴公。父正，梁黃門侍郎。載少聰惠，篤志好學。年十二，隨叔父稜見沛國劉顯，顯問漢書十事，載隨問應答，曾無疑滯。及長，博涉文史，沉敏有器局。起家梁邵陵王法曹參軍，遷太子舍人、尚書三公郎。
2. 1 2  《南史·卷五十八·列傳第四十八》：叡子放……放弟正。……子載。載字德基，少聰慧，篤志好學。年十二，隨叔父棱見沛國劉顯，顯問漢書十事，載隨問應無疑滯。及長，博涉文史，沈敏有器局。仕梁為尚書三公郎。
3. ↑  《陳書·卷十八·列傳第十二》：侯景之亂，元帝承制以為中書侍郎。尋為建威將軍、尋陽太守，隨都督王僧辯東討侯景。是時僧辯軍于湓城，而魯悉達、樊俊等各擁兵保境，觀望成敗。元帝以載為假節、都督太原高唐新蔡三郡諸軍事、高唐太守。仍銜命喻悉達等令出軍討景。及大軍東下，載率三郡兵自焦湖出柵口，與僧辯會于梁山。景平，除冠軍將軍、琅邪太守。尋奉使往東陽、晉安，招撫留異、陳寶應等。仍授信武將軍、義興太守。
4. ↑  《南史·卷五十八·列傳第四十八》：侯景之亂，元帝承制，以為中書侍郎。尋為尋陽太守，隨都督王僧辯東討侯景。景平，歷位琅邪、義興太守。
5. ↑  《陳書·卷十八·列傳第十二》：高祖誅王僧辯，乃遣周文育輕兵襲載，未至而載先覺，乃嬰城自守。文育攻之甚急，載所屬縣卒並高祖舊兵，多善用弩，載收得數十人，繫以長鎖，命所親監之，使射文育軍，約曰十發不兩中者則死，每發輒中，所中皆斃。文育軍稍卻，因於城外據水立柵，相持數旬。高祖聞文育軍不利，乃自將征之，剋其水柵。仍遣載族弟翽齎書喻載以誅王僧辯意，并奉梁敬帝敕，敕載解兵。載得書，乃以其眾降于高祖。高祖厚加撫慰，即以其族弟翽監義興郡，所部將帥，並隨才任使，引載恆置左右，與之謀議。
6. ↑  《南史·卷五十八·列傳第四十八》：陳武帝誅王僧辯，乃遣周文育襲載，載嬰城自守。載所屬縣卒，並陳武舊兵，多善用弩，載收得數十人，系以長鎖，令所親監之，使射文育軍。約曰：「十發不兩中者死。」每發輒中，所中皆斃，相持數旬。陳武帝聞文育軍不利，以書喻載以誅王僧辯意，並奉梁敬帝敕，敕載解兵。載得書，乃以眾降。陳武帝引載恒置左右，與之謀議。
7. ↑  《陳書·卷十八·列傳第十二》：徐嗣徽、任約等引齊軍濟江，據石頭城，高祖問計於載，載曰：「齊軍若分兵先據三吳之路，略地東境，則時事去矣。今可急於淮南即侯景故壘築城，以通東道轉輸，別命輕兵絕其糧運，使進無所虜，退無所資，則齊將之首，旬日可致。」高祖從其計。
8. ↑  《南史·卷五十八·列傳第四十八》：徐嗣徽、任約等引齊軍濟江，據石頭城，帝問計於載。載曰：「齊軍若分兵先據三吳之路，略地東境，則時事去矣。今可急於淮南即侯景故壘築城，以通東道轉輸，別令輕兵絕其糧運，使進無所虜，退無所資，則齊將之首，旬日可致。」帝從之。
9. ↑  《陳書·卷十八·列傳第十二》：永定元年，除和戎將軍、通直散騎常侍。二年，進號輕車將軍。尋加散騎常侍、太子右衛率，將軍如故。天嘉元年，以疾去官。載有田十餘頃，在江乘縣之白山，至是遂築室而居，屏絕人事，吉凶慶弔，無所往來，不入籬門者幾十載。太建中卒於家，時年五十八。
10. ↑  《南史·卷五十八·列傳第四十八》：永定中，位散騎常侍、太子右衛率。天嘉元年，以疾去官。載有田十餘頃，在江乘縣之白山，至是遂築室而居，屏絕人事，吉凶慶弔，無所往來，不入籬門者幾十載。卒於家。

## 延伸阅读
[在维基数据编辑]
 《陳書/卷18》，出自姚思廉《陳書》